# 掛川恭子
掛川 恭子（かけがわ やすこ、1936年1月13日 - ）は、日本の翻訳家。

## 来歴・人物
東京府生まれ。津田塾大学英文学科に入学し、在学中に乙骨淑子、奥田継夫、山下明生、八木田宜子らと同人誌「こだま」に参加。大学卒業後、カナダのアルバータ大学に学ぶ。主に英米の児童文学・絵本の翻訳にたずさわり、キャサリン・M・ペイトンの「フランバーズ屋敷の人びと」で大人の間でも評判になる。ついでL・M・モンゴメリの「赤毛のアン」シリーズ10冊を完訳した。

## 著書
- 『「赤毛のアン」の故郷へ いまよみがえる「アンの世界」』（講談社カルチャーブックス） 1991

## 翻訳
- 『せんとかたち』（ソルベイグ・ポールソン・ラッセル、福音館書店、福音館の科学シリーズ） 1969
- 『雪の上のあしあと』（ジーン・ジョージ、福音館書店、福音館の科学シリーズ） 1969
- 『からすが池の魔女』（E・G・スピア、岩波書店） 1969
- 『巨人グルースキャップ』（ケイ＝ヒル、あかね書房、こども世界の民話 カナダ編） 1969
- 『クリスの小いぬ』（エリック・ホン・シュミット、あかね書房） 1970
- 『長かった週末』（ホーナー・アランデル、学習研究社） 1970
- 『ヤマネコは見ていた』（アルキ・ゼイ、岩波書店） 1970
- 『ナナボゾのぼうけん』（カナダ民話、ポプラ社、おはなし傑作絵本） 1970
- 『ワンプのほし』（ビル・ピート、あかね書房） 1971
- 『生きている氷河』（ワイラー、福音館書店） 1972
- 『若草物語』（ルイザ・メイ・オールコット、学習研究社） 1974、のち講談社文庫
- 『小さな魔法のほうき』（メアリー・スチュアート、あかね書房） 1975
- 『白鳥の夏』（ベッツイ・バイアーズ、冨山房） 1975
- 『バビロンまではなんマイル』（ポーラ・フォックス、冨山房） 1976
- 『ある野ウサギの物語』（B・B・リーパス、福音館書店） 1977 、のち改題『野うさぎの冒険』（岩波少年文庫）
- 『アルフはひとりぼっち』（コラ・アネット、あかね書房） 1977
- 『ぞうのはなはなぜ長い』（キップリング、講談社） 1978
- 『魔女のたまご』（マデライン・エドモンドソン、あかね書房） 1978
- 『川はながれる』（アン・ランド、岩波書店） 1978
- 『うたうカメレオン』（ほるぷ出版、世界むかし話(アフリカ)） 1979
- 『はちみつはちみつ』（ウィリアム・リプキンド、佑学社） 1980
- 『ジャマイカの太陽』（C・イブラード・パーマー、岩波少年文庫） 1980
- 『ピーター・ペニーのダンス』（ジャネット・クイン＝ハーキン、ほるぷ出版） 1980
- 『クマとキングバード』（グリム童話、ほるぷ出版） 1981
- 『アンクル・サムの遺産』（E・ラスキン、あかね書房） 1981
- 『南アフリカの民話』（バーナ=アーダマ、偕成社） 1982
- 『初恋は夏のゆうべ』（アン・ファイン、講談社、セシール文庫） 1982
- 『ボブシーきょうだい探偵団 1』（ローラ・リー・ホープ、佑学社） 1983
- 『さよなら、金色のライオン』（スーザン・E・ヒントン、大和書房） 1983
- 『いたずらスニップ いねむりダンカン』（N・ベンチリー、あかね書房） 1984
- 『魔女集会通り26番地』（ディアナ=ウィン=ジョーンズ、偕成社） 1984
- 『ぼくとちいさなダッコッコ』（ウルフ・ニルソン、佑学社） 1984
- 『ぼくのイヌ』（ナネット・ニューマン、国土社） 1985
- 『おばあちゃんとわたし』（シャーロット・ゾロトウ、あかね書房） 1986
- 『車の上にゾウがいる!? ジェレミー・ジェームズのおはなし』（デービッド・H・ウィルソン、佑学社） 1986
- 『ねことカナリア』（マイケル・フォアマン、佑学社） 1986
- 『バーティーとなかよしゆうれい』（キャサリン・セフトン、国土社） 1987
- 『ゆうれいがでた!』（デービッド・H・ウィルソン、佑学社） 1988
- 『せかいいちゆうめいなフレッド』（ポージー・シモンズ、佑学社） 1988
- 『ねことまほうのたこ』（ヘレン・クーパー、岩波書店） 1988
- 『ミラーストーン・ふしぎな鏡』（マイケル・パリン、岩波書店） 1989
- 『ルル ゆきのひのぼうけん』（ポージー・シモンズ、佑学社） 1989
- 『きのうのぼくにさようなら』（ポーラ・フォックス、あかね書房） 1989
- 「完訳 赤毛のアンシリーズ」 1 － 10（ルーシー・モード・モンゴメリー、講談社） 1990 - 1991、のち講談社文庫
- 『おばあちゃんのすてきなおくりもの』（カーラ・スティーブンズ、のら書店） 1990
- 『Anne 赤毛のアンの贈り物』（モンゴメリー、山本容子画、講談社） 1991
- 『ヘスターとまじょ』（バイロン・バートン、佑学社） 1991
- 『ふたりの星』（ロイス=ローリー 卜部千恵子共訳 講談社） 1992
- 『ほね、ほね、きょうりゅうのほね』（バイロン・バートン、佑学社） 1992
- 『ウィロビー館のオオカミ』（ジョーン=エイキン、講談社青い鳥文庫） 1992
- 『ベントリー・ビーバーのものがたり』（マージョリー・W・シャーマット、のら書店） 1993
- 『エミリー』（マイケル・ビダード、ほるぷ出版） 1993
- 『魔女たちのハロウィーン』（エドリアン・アダムス、佑学社） 1993
- 『とってもふしぎなクリスマス』（ルース・ソーヤー、ほるぷ出版） 1994
- 『おじいちゃんのカメラ』（パトリシア・マクラクラン、偕成社） 1994
- 『もりのキャンプ』（ロザモンド・ドーアー、講談社） 1994
- 『潮風のおくりもの』（パトリシア・マクラクラン、偕成社） 1995
- 『続・若草物語』（オルコット、講談社文庫） 1995
- 『ザ・ギバー 記憶を伝える者』（ロイス・ローリー、講談社） 1995
- 『ひもってすごい!』（ジュディ・ヒンドリー、岩波書店） 1996
- 『キャサリンとライオン』（クレア・ジャレット、小峰書店） 1996
- 『113びきのねこのてがみ』（113びきのねこ&ビル・アドラー、偕成社） 1996
- 『みずうみにきえた村』（ジェーン・ヨーレン、ほるぷ出版） 1996
- 『はいっちゃだめ!』（マイケル・ローゼン、岩波書店） 1997
- 『マディーのダンス』（クレア・ジャレット、小峰書店） 1999
- 『古城の幽霊ボガート』（スーザン・クーパー、岩波書店） 1999
- 『ネス湖の怪獣とボガート』（クーパー、岩波書店） 1999
- 『コーラルの海』（サイモン・パトック、小峰書店） 2000
- 『満月をまって』（メアリー・リン・レイ、あすなろ出版） 2000
- 『クリスマス人形のねがい』（ルーマー・ゴッデン、岩波書店） 2001
- 『ちいさな赤いとうだい』（ヒルデガード・H・スウィフト、BL出版） 2004
- 『天からのおくりもの イザベルとふしぎな枝』（ジャクリーン・ブリッグズ・マーティン、BL出版） 2004
- 『ちいさなくし』（M・ポプルトン、佐野洋子絵、福音館書店） 2005
- 『灯台守のバーディ』（デボラ・ホプキンソン、BL出版） 2006

### キャサリン・M・ペイトン
- 『愛の旅だち フランバーズ屋敷の人びと 1』（キャサリン・M・ペイトン、岩波書店） 1973 のち岩波少年文庫
- 『雲のはて フランバーズ屋敷の人びと 2』（ペイトン、岩波書店） 1973、のち少年文庫
- 『めぐりくる夏 フランバーズ屋敷の人びと 3』（ペイトン、岩波書店） 1973、のち少年文庫
- 『バラの構図』（K・M・ペイトン、岩波書店） 1974、のち少年文庫
- 『愛ふたたび フランバーズ屋敷の人びと』（K・M・ペイトン、岩波少年文庫） 1986
- 『運命の馬ダークリング』（ペイトン、岩波書店） 1994

### イルズ＝マーグレット・ボーゲル
- 『ふたりのひみつ』（I・ボーゲル、あかね書房） 1977
- 『おばあちゃんがいるから』（イルズ＝マーグレット・ボーゲル、岩波書店） 1980
- 『さよならわたしのおにいちゃん』（I・ボーゲル、あかね書房） 1982

### 「小さな魔女ドリー」
- 『ドリーと悪魔のわるだくみ』（P・クームス、あかね書房、小さな魔女ドリー 1） 1979
- 『ドリーとこわいゆめモンスター』（P・クームス、あかね書房、小さな魔女ドリー2） 1980
- 『ドリーとにせものドリー』（P・クームス、あかね書房、小さな魔女ドリー3） 1980
- 『ドリーと魔法のくすり』（P・クームス、あかね書房、小さな魔女ドリー4） 1980
- 『ドリーとたからもの発見機』（P・クームス、あかね書房、小さな魔女ドリー5） 1980
- 『ドリーとゆうれいやしき』（P・クームス、あかね書房、小さな魔女ドリー6） 1981

### 「はらぺこオオカミ」
- 『ポリーとはらぺこオオカミ』（キャサリン・ストー、岩波書店） 1979
- 『はらぺこオオカミがんばる』（キャサリン・ストー、岩波書店） 1979
- 『まだまだはらぺこオオカミ』（キャサリン・ストー、岩波書店） 1994

### 「バンブルムース先生」
- 『バンブルムース先生とゆかいななかま』（ハンス・アンドレウス、佑学社） 1981
- 『バンブルムース先生、自動車を買う』（ハンス・アンドレウス、佑学社） 1981
- 『バンブルムース先生、1等賞をとる』（ハンス・アンドレウス、佑学社） 1982

### ヴァージニア・ハミルトン
- 『わたしはアリラ』（ヴァジニア・ハミルトン、岩波書店） 1985
- 『ジュニア・ブラウンの惑星』（ヴァジニア・ハミルトン、岩波書店） 1988
- 『キャミーの八月』（ヴァジニア・ハミルトン、講談社） 1994
- 『雪あらしの町』（ヴァジニア・ハミルトン、岩波書店） 1996

### バーバラ・クーニー
- 『ルピナスさん 小さなおばあさんのお話』（バーバラ・クーニー、ほるぷ出版） 1987
- 『ぼくの島』（バーバラ・クーニー、ほるぷ出版） 1990
- 『おおきななみ ブルックリン物語』（バーバラ・クーニー、ほるぷ出版） 1991
- 『おちびのネル ファースト・レディーになった女の子』（クーニー、ほるぷ出版） 1997

### 「わたしのひみつノート」
- 『愛って、なあに?』（ロイス=ロウリー、偕成社、わたしのひみつノート） 1988
- 『おとなりさんは魔女かしら』（ロイス=ロウリー、偕成社、わたしのひみつノート2） 1989
- 『ただいまアルバイト募集中』（ロイス=ロウリー、偕成社、わたしのひみつノート3） 1989
- 『ないしょのペット日記』（ロイス=ロウリー、偕成社、わたしのひみつノート4） 1989

### ビジョー・ル・トール
- 『ことりのいえ』（ビジョー・ル・トール、河合楽器製作所・出版事業部） 1995
- 『ぼくのはたけ』（ビジョー・ル・トール、河合楽器製作所・出版事業部） 1995
- 『みんなのうし』（ビジョー・ル・トール、河合楽器製作所・出版事業部） 1996

### サーラ・ファネッリ
- 『オオカミだぁ!』（サーラ・ファネッリ、岩波書店） 1998
- 『イヌのすべて』（ファネッリ、岩波書店） 1998
- 『さあ、ゆめのじかんです』（ファネッリ、岩波書店） 1999